# Michałówka (przystanek kolejowy w obwodzie rówieńskim)
Michałówka (ukr. Михайлівка, ros. Михайловка) – przystanek kolejowy w pobliżu miejscowości Michałówka, w rejonie dubieńskim, w obwodzie rówieńskim, na Ukrainie.
Przystanek istniał przed II wojną światową